# Bigbank Tartu w europejskich pucharach
Bigbank Tartu w europejskich pucharach występował w trzech sezonach. W sezonie 2006/2007 rywalizował w Pucharze Top Teams, w sezonie 2014/2015 w Pucharze CEV oraz Pucharze Challenge, natomiast w sezonie 2021/2022 – w eliminacjach do Ligi Mistrzów oraz Pucharze CEV.

## Lista spotkań w europejskich pucharach

### Puchar Top Teams 2006/2007 – Tartu Pere Leib
| Runda               | Data       | Miejsce spotkania | Przeciwnik                | Wynik spotkania                         |
| ------------------- | ---------- | ----------------- | ------------------------- | --------------------------------------- |
| Faza kwalifikacyjna | 15.12.2006 | Tartu             | Azowstal Mariupol         | 1:3 (23:25, 25:18, 20:25, 16:25)        |
| Faza kwalifikacyjna | 16.12.2006 | Tartu             | Pafiakos Pafos            | 3:2 (21:25, 25:23, 25:22, 22:25, 15:12) |
| Faza kwalifikacyjna | 17.12.2006 | Tartu             | VC Pepe Jeans Asse-Lennik | 1:3 (18:25, 28:26, 19:25, 19:25)        |

### Puchar CEV 2014/2015 – Bigbank Tartu
| Runda       | Data       | Miejsce spotkania | Przeciwnik        | Wynik spotkania                  |
| ----------- | ---------- | ----------------- | ----------------- | -------------------------------- |
| 1/16 finału | 05.11.2014 | Bühl              | TV Ingersoll Bühl | 1:3 (21:25, 19:25, 25:23, 19:25) |
| 1/16 finału | 18.11.2014 | Tartu             | TV Ingersoll Bühl | 0:3 (21:25, 17:25, 20:25)        |

### Puchar Challenge 2014/2015 – Bigbank Tartu
| Runda       | Data       | Miejsce spotkania | Przeciwnik  | Wynik spotkania           |
| ----------- | ---------- | ----------------- | ----------- | ------------------------- |
| 1/16 finału | 03.12.2014 | Tartu             | CMC Rawenna | 0:3 (15:25, 11:25, 23:25) |
| 1/16 finału | 17.12.2014 | Forlì             | CMC Rawenna | 0:3 (22:25, 26:28, 20:25) |

### Liga Mistrzów 2021/2022, kwalifikacje – Bigbank Tartu
| Runda                 | Data       | Miejsce spotkania | Przeciwnik               | Wynik spotkania                         |
| --------------------- | ---------- | ----------------- | ------------------------ | --------------------------------------- |
| Runda preeliminacyjna | 22.09.2021 | Tartu             | Lindaren Volley Amriswil | 3:0 (25:20, 25:22, 25:20)               |
| Runda preeliminacyjna | 29.09.2021 | Amriswil          | Lindaren Volley Amriswil | 2:3 (25:19, 23:25, 25:21, 21:25, 10:15) |
| 1. runda              | 06.10.2021 | Tartu             | SL Benfica               | 1:3 (24:26, 25:22, 18:25, 16:25)        |
| 1. runda              | 13.10.2021 | Lizbona           | SL Benfica               | 1:3 (21:25, 25:17, 21:25, 20:25)        |

### Puchar CEV 2021/2022 – Bigbank Tartu
| Runda                | Data       | Miejsce spotkania | Przeciwnik  | Wynik spotkania                  |
| -------------------- | ---------- | ----------------- | ----------- | -------------------------------- |
| Runda kwalifikacyjna | 09.11.2021 | Tartu             | Zenit Kazań | 1:3 (21:25, 18:25, 25:20, 23:25) |
| Runda kwalifikacyjna | 10.11.2021 | Tartu             | Zenit Kazań | 0:3 (21:25, 17:25, 19:25)        |

## Bilans spotkań

### sezon po sezonie
| Sezon     | Puchar           | Osiągnięcie         | Mecze         | Mecze   | Mecze   | Sety         | Sety    | Sety      |
| Sezon     | Puchar           | Osiągnięcie         | Liczba meczów | Wygrane | Porażki | Liczba setów | Wygrane | Przegrane |
| --------- | ---------------- | ------------------- | ------------- | ------- | ------- | ------------ | ------- | --------- |
| 2006/2007 | Puchar Top Teams | faza kwalifikacyjna | 3             | 1       | 2       | 13           | 5       | 8         |
| 2014/2015 | Puchar CEV       | 1/16 finału         | 2             | 0       | 2       | 7            | 1       | 6         |
| 2014/2015 | Puchar Challenge | 1/16 finału         | 2             | 0       | 2       | 6            | 0       | 6         |
| Razem     | Razem            | Razem               | 7             | 1       | 6       | 26           | 6       | 20        |

### według imprezy
| Puchar                        | Mecze         | Mecze   | Mecze   | Sety         | Sety    | Sety      |
| Puchar                        | Liczba meczów | Wygrane | Porażki | Liczba setów | Wygrane | Przegrane |
| ----------------------------- | ------------- | ------- | ------- | ------------ | ------- | --------- |
| Puchar CEV / Puchar Top Teams | 5             | 1       | 4       | 20           | 6       | 14        |
| Puchar Challenge              | 2             | 0       | 2       | 6            | 0       | 6         |
| Razem                         | 7             | 1       | 6       | 26           | 6       | 20        |